# Hohenwald
Hohenwald – miasto w Stanach Zjednoczonych, w stanie Tennessee, w hrabstwie Lewis. Według danych z 2000 roku miasto miało 3754 mieszkańców.
W miejscowości funkcjonuje Elephant Sanctuary – miejsce, które przyjmuje zbyt stare lub z innych względów niechciane przez ogrody zoologiczne i cyrki słonie.